# کانال البرت (بازیکن فوتبال)
کانال البرت (انگلیسی: Albert Canal؛ زادهٔ ۱۰ ژوئیهٔ ۱۹۹۱) بازیکن فوتبال اهل اسپانیا است.
از باشگاه‌هایی که در آن بازی کرده‌است می‌توان به باشگاه فوتبال اسپانیول اشاره کرد.